# Артезијско нормански басет
Артезијско нормански басет (фр. Basset artésien normand) је мали ловачки пас пореклом из Француске, коришћен за лов одстрелом. Кратке ноге дозвољавају му да продре у гушћу вегетацију, тамо где велики пси не могу да иду. И мужјаци и женке су висине од 30 до 36 цм, а тежина им износи од 15 до 20 кг. Пас је нежан, интелигентан и забаван.

## Историја
Усмеравање узгоја француског басета кратке длаке почело је 1870. године. Од басета који су, по свему судећи, имали заједничко порекло, Кутел де Кантле је установио практичан тип правих ногу - артезијски тип, док је Луи Лан развио спектакуларнији тип кратких ногу - нормански тип. Чекао је 1924. годину да доживи прихватање имена артезијско нормански басет за расу и за клуб.
Леон Верие, који је преузео управљање клубом 1927., у 77-ој години живота, желео је да утврди нормански карактер расе и у књизи стандарда гонича из 1930. године, у којој постоје две расе басета, артезијски и артезијско нормански басет, налазимо следећу напомену:
Одбор Ловачког друштва одлучује и установљује да артезијско нормански басет не треба да буде само етапа на преласку ка норманском типу, без трага артезијског типа.

## Карактеристике пса

### Нарав
Ова пасмина је веома интелигентна и пуна енергије. Послушни су, врло нежни и  воле да удовоље. Поред тога што је живахан и активан, добродушан је и не напада друге псе. Користи се за лов одстрелом. Добро лови сам као и у групи, лајући. Нарочито воли да лови куниће, али је исто тако добар ловац дивљих зечева, као и срна. Лови и тера дивљач са великом сигурношћу, његова потера није брза, већ је бучна и брижљива.

### Општи изглед
Пас је дуг у односу на своју висину, прав и чврст, компактан, а његова глава подсећа на величанственог великог норманског пса. Очи су му крупне и тамне, уши велике и висеће. Длака је кратка, глатка и густа комбинација беле, риђе и црне боје, или бело-риђа.

## Нега и здравље
Довољно је четкати га 2-3 пута недељно гуменом четком. Не треба га купати често, већ по потреби. Потребно је контролисање ушију, због честих инфекција. Треба обратити пажњу на нокте, те их подрезивати када је то неопходно. Зубе прати једном недељно.
Од здравствених проблема могу се јавити дисплазија кукова и лактова. Мањи здравствени проблем су инфекције уха.
Животни век ове пасмине је од 12 до 15 година.